# T-43
Der T-43 war ein Prototyp eines mittleren Panzers der Roten Armee aus den Jahren 1942/43.

## Geschichte
Der T-43 wurde als Nachfolger des T-34 konzipiert und entwickelt. Er sollte die Vorzüge des T-34 bündeln und dessen Nachteile beseitigen. Deshalb wurde zunächst der Geschützturm vergrößert und die Panzerung verstärkt. Die Turmstirnpanzerung betrug 90 mm, die Frontplatte war 75 mm stark. Um Platz zu sparen, wurde außerdem der Treibstoffvorrat verkleinert und die Kettenbreite verringert, so dass sie nicht mehr über die Abdeckungen ragte.
Alle Bemühungen, den T-43 beweglicher zu gestalten, scheiterten jedoch, da dieser dennoch sechs Tonnen schwerer als ein T-34 Mod. 1942 war. Das höhere Gewicht und die verkleinerten Ketten sorgten dafür, dass der T-43 in seiner Manövrierfähigkeit und Höchstgeschwindigkeit dem T-34 unterlegen war und somit auch nie über den Prototypenstatus hinauskam. Es wurden zwei Prototypen hergestellt, der erste mit der 76,2-mm-Kanone F-34, der zweite mit der 85-mm-Kanone SiS S-53 in einem neuen Turm. Der zweite Prototyp war nochmals schwerer als der erste. Nach Tests in Kubinka wurde entschieden, den T-43 nicht in Serie herzustellen. Der neuentwickelte Turm wurde im T-34/85 verwendet. Die Erfahrungen aus der Konstruktion des T-43 flossen in die Entwicklung des T-44 ein.